# Uefa Champions League 2011/2012
Uefa Champions League 2011/2012 var den 57:e säsongen av Uefa Champions League, Europas största fotbollsturnering, och den 20:e säsongen sedan den bytte namn från "Europacupen". Finalen spelades på Allianz Arena i München, Tyskland där Chelsea från England vann sin första seger i turneringen genom att besegra "hemmalaget" Bayern München på  straffar efter 1-1 vid full tid och förlängning. Det officiella namnet på arenan under finaldagen var "Fußball-Arena München" då Uefa inte tillåter sponsring från företag som inte tillhör dess partnerorganisationer. Som en del av ett test, som började i Uefa Europa League 2009/2010, fanns i varje match under turneringen två extra domare med, en bakom vardera mål..

## Kvalomgångar

### Första kvalomgången
| Första kvalomgången – 4 deltagande klubblag | Första kvalomgången – 4 deltagande klubblag | Första kvalomgången – 4 deltagande klubblag | Första kvalomgången – 4 deltagande klubblag | Första kvalomgången – 4 deltagande klubblag |
| ------------------------------------------- | ------------------------------------------- | ------------------------------------------- | ------------------------------------------- | ------------------------------------------- |
| Lag 1                                       | Totalt                                      | Lag 2                                       | Möte 1                                      | Möte 2                                      |
| Tre Fiori                                   | 1–5                                         | Valletta                                    | 0–3                                         | 1–2                                         |
| FC Santa Coloma                             | 0–4                                         | F91 Dudelange                               | 0–2                                         | 0–2                                         |

### Andra kvalomgången
| Andra kvalomgången – 34 deltagande klubblag | Andra kvalomgången – 34 deltagande klubblag | Andra kvalomgången – 34 deltagande klubblag | Andra kvalomgången – 34 deltagande klubblag | Andra kvalomgången – 34 deltagande klubblag |
| ------------------------------------------- | ------------------------------------------- | ------------------------------------------- | ------------------------------------------- | ------------------------------------------- |
| Lag 1                                       | Totalt                                      | Lag 2                                       | Möte 1                                      | Möte 2                                      |
| Maccabi Haifa                               | 7–4                                         | Borac Banja Luka                            | 5–1                                         | 2–3                                         |
| Mogren                                      | 1–5                                         | Litex Lovech                                | 1–2                                         | 0–2                                         |
| Maribor                                     | 5–1                                         | F91 Dudelange                               | 2–0                                         | 3–1                                         |
| Skënderbeu Korçë                            | 0–6                                         | APOEL                                       | 0–2                                         | 0–4                                         |
| Slovan Bratislava                           | 3–1                                         | Tobol                                       | 2–0                                         | 1–1                                         |
| Sturm Graz                                  | 4–3                                         | Videoton                                    | 2–0                                         | 2–3                                         |
| Zestaponi                                   | 3–2                                         | Dacia Chișinău                              | 3–0                                         | 0–2                                         |
| Dinamo Zagreb                               | 3–0                                         | Nefttji Baku                                | 3–0                                         | 0–0                                         |
| Pjunik                                      | 1–9                                         | Viktoria Plzeň                              | 0–4                                         | 1–5                                         |
| Partizan                                    | 5–0                                         | Shkëndija                                   | 4–0                                         | 1–0                                         |
| Valletta                                    | 2–4                                         | Ekranas                                     | 2–3                                         | 0–1                                         |
| Malmö FF                                    | 3–1                                         | HB                                          | 2–0                                         | 1–1                                         |
| Shamrock Rovers                             | 1–0                                         | Flora Tallinn                               | 1–0                                         | 0–0                                         |
| Rosenborg BK                                | 5–2                                         | Breiðablik                                  | 5–0                                         | 0–2                                         |
| Bangor City                                 | 00–13                                       | HJK Helsingfors                             | 0–3                                         | 00–10                                       |
| Skonto                                      | 0–3                                         | Wisła Kraków                                | 0–1                                         | 0–2                                         |
| Linfield                                    | 1–3                                         | BATE Borisov                                | 1–1                                         | 0–2                                         |

### Tredje kvalomgången
| Tredje kvalomgången – Mästare – 20 deltagande klubblag | Tredje kvalomgången – Mästare – 20 deltagande klubblag | Tredje kvalomgången – Mästare – 20 deltagande klubblag | Tredje kvalomgången – Mästare – 20 deltagande klubblag | Tredje kvalomgången – Mästare – 20 deltagande klubblag |
| ------------------------------------------------------ | ------------------------------------------------------ | ------------------------------------------------------ | ------------------------------------------------------ | ------------------------------------------------------ |
| Lag 1                                                  | Totalt                                                 | Lag 2                                                  | Möte 1                                                 | Möte 2                                                 |
| Litex Lovech                                           | 2–5                                                    | Wisła Kraków                                           | 1–2                                                    | 1–3                                                    |
| Maccabi Haifa                                          | 3–2                                                    | Maribor                                                | 2–1                                                    | 1–1                                                    |
| HJK Helsingfors                                        | 1–3                                                    | Dinamo Zagreb                                          | 1–2                                                    | 0–1                                                    |
| APOEL                                                  | 2–0                                                    | Slovan Bratislava                                      | 0–0                                                    | 2–0                                                    |
| FC Köpenhamn                                           | 3–0                                                    | Shamrock Rovers                                        | 1–0                                                    | 2–0                                                    |
| Genk                                                   | 3–2                                                    | Partizan                                               | 2–1                                                    | 1–1                                                    |
| Rosenborg BK                                           | 2–4                                                    | Viktoria Plzeň                                         | 0–1                                                    | 2–3                                                    |
| Zestaponi                                              | 1–2                                                    | Sturm Graz                                             | 1–1                                                    | 0–1                                                    |
| Ekranas                                                | 1–3                                                    | BATE Borisov                                           | 0–0                                                    | 1–3                                                    |
| Rangers                                                | 1–2                                                    | Malmö FF                                               | 0–1                                                    | 1–1                                                    |

| Tredje kvalomgången – Bäst placerade – 10 deltagande klubblag | Tredje kvalomgången – Bäst placerade – 10 deltagande klubblag | Tredje kvalomgången – Bäst placerade – 10 deltagande klubblag | Tredje kvalomgången – Bäst placerade – 10 deltagande klubblag | Tredje kvalomgången – Bäst placerade – 10 deltagande klubblag |
| ------------------------------------------------------------- | ------------------------------------------------------------- | ------------------------------------------------------------- | ------------------------------------------------------------- | ------------------------------------------------------------- |
| Lag 1                                                         | Totalt                                                        | Lag 2                                                         | Möte 1                                                        | Möte 2                                                        |
| Standard Liège                                                | 1–2                                                           | Zürich                                                        | 1–1                                                           | 0–1                                                           |
| Twente                                                        | 2–0                                                           | Vaslui                                                        | 2–0                                                           | 0–0                                                           |
| Benfica                                                       | 3–1                                                           | Trabzonspor                                                   | 2–0                                                           | 1–1                                                           |
| Dynamo Kiev                                                   | 1–4                                                           | Rubin Kazan                                                   | 0–2                                                           | 1–2                                                           |
| Odense BK                                                     | 5–4                                                           | Panathinaikos                                                 | 1–1                                                           | 4–3                                                           |

## Playoffomgång
| Playoff-omgången – Mästare – 10 deltagande klubblag | Playoff-omgången – Mästare – 10 deltagande klubblag | Playoff-omgången – Mästare – 10 deltagande klubblag | Playoff-omgången – Mästare – 10 deltagande klubblag | Playoff-omgången – Mästare – 10 deltagande klubblag |
| --------------------------------------------------- | --------------------------------------------------- | --------------------------------------------------- | --------------------------------------------------- | --------------------------------------------------- |
| Lag 1                                               | Totalt                                              | Lag 2                                               | Möte 1                                              | Möte 2                                              |
| Wisła Kraków                                        | 2–3                                                 | APOEL                                               | 1–0                                                 | 1–3                                                 |
| Maccabi Haifa                                       | 3–3 (1–4 str.)                                      | Genk                                                | 2–1                                                 | 1–2 (e.f.)                                          |
| Dinamo Zagreb                                       | 4–3                                                 | Malmö FF                                            | 4–1                                                 | 0–2                                                 |
| FC Köpenhamn                                        | 2–5                                                 | Viktoria Plzeň                                      | 1–3                                                 | 1–2                                                 |
| BATE Borisov                                        | 3–1                                                 | Sturm Graz                                          | 1–1                                                 | 2–0                                                 |

| Playoff-omgången – Bäst placerade – 10 deltagande klubblag | Playoff-omgången – Bäst placerade – 10 deltagande klubblag | Playoff-omgången – Bäst placerade – 10 deltagande klubblag | Playoff-omgången – Bäst placerade – 10 deltagande klubblag | Playoff-omgången – Bäst placerade – 10 deltagande klubblag |
| ---------------------------------------------------------- | ---------------------------------------------------------- | ---------------------------------------------------------- | ---------------------------------------------------------- | ---------------------------------------------------------- |
| Lag 1                                                      | Totalt                                                     | Lag 2                                                      | Möte 1                                                     | Möte 2                                                     |
| Odense BK                                                  | 1–3                                                        | Villarreal                                                 | 1–0                                                        | 0–3                                                        |
| Twente                                                     | 3–5                                                        | Benfica                                                    | 2–2                                                        | 1–3                                                        |
| Arsenal                                                    | 3–1                                                        | Udinese                                                    | 1–0                                                        | 2–1                                                        |
| Bayern München                                             | 4–0                                                        | Zürich                                                     | 2–0                                                        | 1–0                                                        |
| Lyon                                                       | 4–2                                                        | Rubin Kazan                                                | 3–1                                                        | 1–1                                                        |

## Gruppspel
Till gruppspelet kvalificerades 32 klubbar från 18 nationer. Lagen delades in i fyra seedningsgrupper om åtta lag vardera baserade på lagens Uefa-koefficient. Ur varje seedningsgrupp lottades sedan ett lag till varje grupp, dock på ett sätt så att inga lag från samma fotbollsförbund lottades mot varandra. Grupperna lottades som följer:
|        | Grupp A         | Grupp B      | Grupp C           | Grupp D       | Grupp E          | Grupp F           | Grupp G                | Grupp H        |
| ------ | --------------- | ------------ | ----------------- | ------------- | ---------------- | ----------------- | ---------------------- | -------------- |
| Seed 1 | Bayern München  | Inter        | Manchester United | Real Madrid   | Chelsea          | Arsenal           | Porto                  | Barcelona      |
| Seed 2 | Villarreal      | CSKA Moskva  | Benfica           | Lyon          | Valencia         | Marseille         | Sjachtar Donetsk       | AC Milan       |
| Seed 3 | Manchester City | Lille        | Basel             | Ajax          | Bayer Leverkusen | Olympiakos        | Zenit Sankt Petersburg | BATE Borisov   |
| Seed 4 | Napoli          | Trabzonspor1 | Oțelul Galați     | Dinamo Zagreb | Genk             | Borussia Dortmund | APOEL                  | Viktoria Plzeň |

1 Fenerbahçe SK, som kvalat in till gruppspelet, blev av det turkiska fotbollsförbundet utbytt mot Trabzonspor AŞ på grund av en pågående utredning gällande uppgjorda matcher.
| Färgnyckel till poängtabellerna                                                              |
| -------------------------------------------------------------------------------------------- |
| Gruppsegrarna och grupptvåorna avancerade till åttondelsfinalerna                            |
| Grupptreorna fick delta i utslagsspelet (sextondelsfinalerna) i Uefa Europa League 2011/2012 |

### Grupp A
| Nr | Lag             | S | V | O | F | GM | IM | MS  | P  |
| -- | --------------- | - | - | - | - | -- | -- | --- | -- |
| 1  | Bayern München  | 6 | 4 | 1 | 1 | 11 | 6  | +5  | 13 |
| 2  | Napoli          | 6 | 3 | 2 | 1 | 10 | 6  | +4  | 11 |
| 3  | Manchester City | 6 | 3 | 1 | 2 | 9  | 6  | +3  | 10 |
| 4  | Villarreal      | 6 | 0 | 0 | 6 | 2  | 14 | −12 | 0  |

| Hemma \ Borta   | Tyskland | England | Italien | Spanien |
| Bayern München  | —        | 2–0     | 3–2     | 3–1     |
| Manchester City | 2–0      | —       | 1–1     | 2–1     |
| Napoli          | 1–1      | 2–1     | —       | 2–0     |
| Villarreal      | 0–2      | 0–3     | 0–2     | —       |

### Grupp B
| Nr | Lag         | S | V | O | F | GM | IM | MS | P  |
| -- | ----------- | - | - | - | - | -- | -- | -- | -- |
| 1  | Inter       | 6 | 3 | 1 | 2 | 8  | 7  | +1 | 10 |
| 2  | CSKA Moskva | 6 | 2 | 2 | 2 | 9  | 8  | +1 | 8  |
| 3  | Trabzonspor | 6 | 1 | 4 | 1 | 3  | 5  | −2 | 7  |
| 4  | Lille       | 6 | 1 | 3 | 2 | 6  | 6  | 0  | 6  |

| Hemma \ Borta | Ryssland | Italien | Frankrike | Turkiet |
| CSKA Moskva   | —        | 2–3     | 0–2       | 3–0     |
| Inter         | 1–2      | —       | 2–1       | 0–1     |
| Lille         | 2–2      | 0–1     | —         | 0–0     |
| Trabzonspor   | 0–0      | 1–1     | 1–1       | —       |

### Grupp C
| Nr | Lag               | S | V | O | F | GM | IM | MS | P  |
| -- | ----------------- | - | - | - | - | -- | -- | -- | -- |
| 1  | Benfica           | 6 | 3 | 3 | 0 | 8  | 4  | +4 | 12 |
| 2  | Basel             | 6 | 3 | 2 | 1 | 11 | 10 | +1 | 11 |
| 3  | Manchester United | 6 | 2 | 3 | 1 | 11 | 8  | +3 | 9  |
| 4  | Oțelul Galați     | 6 | 0 | 0 | 6 | 3  | 11 | −8 | 0  |

| Hemma \ Borta     | Schweiz | Portugal | England | Rumänien |
| Basel             | —       | 0–2      | 2–1     | 2–1      |
| Benfica           | 1–1     | —        | 1–1     | 1–0      |
| Manchester United | 3–3     | 2–2      | —       | 2–0      |
| Oțelul Galați     | 2–3     | 0–1      | 0–2     | —        |

### Grupp D
| Nr | Lag           | S | V | O | F | GM | IM | MS  | P  |
| -- | ------------- | - | - | - | - | -- | -- | --- | -- |
| 1  | Real Madrid   | 6 | 6 | 0 | 0 | 19 | 2  | +17 | 18 |
| 2  | Lyon          | 6 | 2 | 2 | 2 | 9  | 7  | +2  | 8  |
| 3  | Ajax          | 6 | 2 | 2 | 2 | 6  | 6  | 0   | 8  |
| 4  | Dinamo Zagreb | 6 | 0 | 0 | 6 | 3  | 22 | −19 | 0  |

| Hemma \ Borta | Nederländerna | Kroatien | Frankrike | Spanien |
| Ajax          | —             | 4–0      | 0–0       | 0–3     |
| Dinamo Zagreb | 0–2           | —        | 1–7       | 0–1     |
| Lyon          | 0–0           | 2–0      | —         | 0–2     |
| Real Madrid   | 3–0           | 6–2      | 4–0       | —       |

### Grupp E
| Nr | Lag              | S | V | O | F | GM | IM | MS  | P  |
| -- | ---------------- | - | - | - | - | -- | -- | --- | -- |
| 1  | Chelsea          | 6 | 3 | 2 | 1 | 13 | 4  | +9  | 11 |
| 2  | Bayer Leverkusen | 6 | 3 | 1 | 2 | 8  | 8  | 0   | 10 |
| 3  | Valencia         | 6 | 2 | 2 | 2 | 12 | 7  | +5  | 8  |
| 4  | Genk             | 6 | 0 | 3 | 3 | 2  | 16 | −14 | 3  |

| Hemma \ Borta    | Tyskland | England | Belgien | Spanien |
| Bayer Leverkusen | —        | 2–1     | 2–0     | 2–1     |
| Chelsea          | 2–0      | —       | 5–0     | 3–0     |
| Genk             | 1–1      | 1–1     | —       | 0–0     |
| Valencia         | 3–1      | 1–1     | 7–0     | —       |

### Grupp F
| Nr | Lag               | S | V | O | F | GM | IM | MS | P  |
| -- | ----------------- | - | - | - | - | -- | -- | -- | -- |
| 1  | Arsenal           | 6 | 3 | 2 | 1 | 7  | 6  | +1 | 11 |
| 2  | Marseille         | 6 | 3 | 1 | 2 | 7  | 4  | +3 | 10 |
| 3  | Olympiakos        | 6 | 3 | 0 | 3 | 8  | 6  | +2 | 9  |
| 4  | Borussia Dortmund | 6 | 1 | 1 | 4 | 6  | 12 | −6 | 4  |

| Hemma \ Borta     | England | Tyskland | Frankrike | Grekland |
| Arsenal           | —       | 2–1      | 0–0       | 2–1      |
| Borussia Dortmund | 1–1     | —        | 2–3       | 1–0      |
| Marseille         | 0–1     | 3–0      | —         | 0–1      |
| Olympiakos        | 3–1     | 3–1      | 0–1       | —        |

### Grupp G
| Nr | Lag                    | S | V | O | F | GM | IM | MS | P |
| -- | ---------------------- | - | - | - | - | -- | -- | -- | - |
| 1  | APOEL                  | 6 | 2 | 3 | 1 | 6  | 6  | 0  | 9 |
| 2  | Zenit Sankt Petersburg | 6 | 2 | 3 | 1 | 7  | 5  | +2 | 9 |
| 3  | Porto                  | 6 | 2 | 2 | 2 | 7  | 7  | 0  | 8 |
| 4  | Sjachtar Donetsk       | 6 | 1 | 2 | 3 | 6  | 8  | −2 | 5 |

| Hemma \ Borta          | Cypern | Portugal | Ukraina | Ryssland |
| APOEL                  | —      | 2–1      | 0–2     | 2–1      |
| Porto                  | 1–1    | —        | 2–1     | 0–0      |
| Sjachtar Donetsk       | 1–1    | 0–2      | —       | 2–2      |
| Zenit Sankt Petersburg | 0–0    | 3–1      | 1–0     | —        |

### Grupp H
| Nr | Lag            | S | V | O | F | GM | IM | MS  | P  |
| -- | -------------- | - | - | - | - | -- | -- | --- | -- |
| 1  | Barcelona      | 6 | 5 | 1 | 0 | 20 | 4  | +16 | 16 |
| 2  | AC Milan       | 6 | 2 | 3 | 1 | 11 | 8  | +3  | 9  |
| 3  | Viktoria Plzeň | 6 | 1 | 2 | 3 | 4  | 11 | −7  | 5  |
| 4  | BATE Borisov   | 6 | 0 | 2 | 4 | 2  | 14 | −12 | 2  |

| Hemma \ Borta  | Italien | Spanien | Belarus | Tjeckien |
| AC Milan       | —       | 2–3     | 2–0     | 2–0      |
| Barcelona      | 2–2     | —       | 4–0     | 2–0      |
| BATE Borisov   | 1–1     | 0–5     | —       | 0–1      |
| Viktoria Plzeň | 2–2     | 0–4     | 1–1     | —        |

## Slutspel

### Slutspelsträd
| 0 | Åttondelsfinaler         | Åttondelsfinaler | Åttondelsfinaler | Åttondelsfinaler |       |             | Kvartsfinaler | Kvartsfinaler | Kvartsfinaler | Kvartsfinaler |  |                         | Semifinaler | Semifinaler | Semifinaler | Semifinaler |                  |       | Final ( ) | Final ( ) |
| 0 |                          |                  |                  |                  |       |             |               |               |               |               |  |                         |             |             |             |             |                  |       |           |           |
|   | 0 Marseille (BM)         | 1                | 1                | 2                |       |             |               |               |               |               |  |                         |             |             |             |             |                  |       |           |           |
|   | 0 Inter                  | 0                | 2                | 2                |       |             |               |               |               |               |  |                         |             |             |             |             |                  |       |           |           |
|   | 0 Inter                  | 0                | 2                | 2                |       | 0 Marseille | 0             | 0             | 0             |               |  |                         |             |             |             |             |                  |       |           |           |
|   |                          |                  |                  |                  |       | 0 Marseille | 0             | 0             | 0             |               |  |                         |             |             |             |             |                  |       |           |           |
|   |                          | 0 Bayern München | 2                | 2                | 4     |             |               |               |               |               |  |                         |             |             |             |             |                  |       |           |           |
|   | 0 Basel                  | 0 Bayern München | 2                | 2                | 4     | 1           | 0             | 1             |               |               |  |                         |             |             |             |             |                  |       |           |           |
|   | 0 Basel                  |                  |                  |                  |       | 1           | 0             | 1             |               |               |  |                         |             |             |             |             |                  |       |           |           |
|   | 0 Bayern München         | 0                | 7                | 7                |       |             |               |               |               |               |  |                         |             |             |             |             |                  |       |           |           |
|   | 0 Bayern München         | 0                | 7                | 7                |       |             |               |               |               |               |  | 0 Bayern München (str.) | 2           | 1           | 3 (3)       |             |                  |       |           |           |
|   |                          |                  |                  |                  |       |             |               |               |               |               |  | 0 Bayern München (str.) | 2           | 1           | 3 (3)       |             |                  |       |           |           |
|   |                          | 0 Real Madrid    | 1                | 2                | 3 (1) |             |               |               |               |               |  |                         |             |             |             |             |                  |       |           |           |
|   | 0 Lyon                   | 0 Real Madrid    | 1                | 2                | 3 (1) | 1           | 0             | 1 (3)         |               |               |  |                         |             |             |             |             |                  |       |           |           |
|   | 0 Lyon                   |                  |                  |                  |       | 1           | 0             | 1 (3)         |               |               |  |                         |             |             |             |             |                  |       |           |           |
|   | 0 APOEL (str.)           | 0                | 1                | 1 (4)            |       |             |               |               |               |               |  |                         |             |             |             |             |                  |       |           |           |
|   | 0 APOEL (str.)           | 0                | 1                | 1 (4)            |       | 0 APOEL     | 0             | 2             | 2             |               |  |                         |             |             |             |             |                  |       |           |           |
|   |                          |                  |                  |                  |       | 0 APOEL     | 0             | 2             | 2             |               |  |                         |             |             |             |             |                  |       |           |           |
|   |                          | 0 Real Madrid    | 3                | 5                | 8     |             |               |               |               |               |  |                         |             |             |             |             |                  |       |           |           |
|   | 0 CSKA Moskva            | 0 Real Madrid    | 3                | 5                | 8     | 1           | 1             | 2             |               |               |  |                         |             |             |             |             |                  |       |           |           |
|   | 0 CSKA Moskva            |                  |                  |                  |       | 1           | 1             | 2             |               |               |  |                         |             |             |             |             |                  |       |           |           |
|   | 0 Real Madrid            | 1                | 4                | 5                |       |             |               |               |               |               |  |                         |             |             |             |             |                  |       |           |           |
|   | 0 Real Madrid            | 1                | 4                | 5                |       |             |               |               |               |               |  |                         |             |             |             |             | 0 Bayern München | 1 (3) |           |           |
|   |                          |                  |                  |                  |       |             |               |               |               |               |  |                         |             |             |             |             |                  | 1 (3) |           |           |
|   |                          | 0 Chelsea (str.) | 1 (4)            |                  |       |             |               |               |               |               |  |                         |             |             |             |             |                  |       |           |           |
|   | 0 Zenit Sankt Petersburg | 0 Chelsea (str.) | 1 (4)            | 3                | 0     | 3           |               |               |               |               |  |                         |             |             |             |             |                  |       |           |           |
|   | 0 Zenit Sankt Petersburg |                  |                  | 3                | 0     | 3           |               |               |               |               |  |                         |             |             |             |             |                  |       |           |           |
|   | 0 Benfica                | 2                | 2                | 4                |       |             |               |               |               |               |  |                         |             |             |             |             |                  |       |           |           |
|   | 0 Benfica                | 2                | 2                | 4                |       | 0 Benfica   | 0             | 1             | 1             |               |  |                         |             |             |             |             |                  |       |           |           |
|   |                          |                  |                  |                  |       | 0 Benfica   | 0             | 1             | 1             |               |  |                         |             |             |             |             |                  |       |           |           |
|   |                          | 0 Chelsea        | 1                | 2                | 3     |             |               |               |               |               |  |                         |             |             |             |             |                  |       |           |           |
|   | 0 Napoli                 | 0 Chelsea        | 1                | 2                | 3     | 3           | 1             | 4             |               |               |  |                         |             |             |             |             |                  |       |           |           |
|   | 0 Napoli                 |                  |                  |                  |       | 3           | 1             | 4             |               |               |  |                         |             |             |             |             |                  |       |           |           |
|   | 0 Chelsea (e.f.)         | 1                | 4                | 5                |       |             |               |               |               |               |  |                         |             |             |             |             |                  |       |           |           |
|   | 0 Chelsea (e.f.)         | 1                | 4                | 5                |       |             |               |               |               |               |  | 0 Chelsea               | 1           | 2           | 3           |             |                  |       |           |           |
|   |                          |                  |                  |                  |       |             |               |               |               |               |  | 0 Chelsea               | 1           | 2           | 3           |             |                  |       |           |           |
|   |                          | 0 Barcelona      | 0                | 2                | 2     |             |               |               |               |               |  |                         |             |             |             |             |                  |       |           |           |
|   | 0 AC Milan               | 0 Barcelona      | 0                | 2                | 2     | 4           | 0             | 4             |               |               |  |                         |             |             |             |             |                  |       |           |           |
|   | 0 AC Milan               |                  |                  |                  |       | 4           | 0             | 4             |               |               |  |                         |             |             |             |             |                  |       |           |           |
|   | 0 Arsenal                | 0                | 3                | 3                |       |             |               |               |               |               |  |                         |             |             |             |             |                  |       |           |           |
|   | 0 Arsenal                | 0                | 3                | 3                |       | 0 AC Milan  | 0             | 1             | 1             |               |  |                         |             |             |             |             |                  |       |           |           |
|   |                          |                  |                  |                  |       | 0 AC Milan  | 0             | 1             | 1             |               |  |                         |             |             |             |             |                  |       |           |           |
|   |                          | 0 Barcelona      | 0                | 3                | 3     |             |               |               |               |               |  |                         |             |             |             |             |                  |       |           |           |
|   | 0 Bayer Leverkusen       | 0 Barcelona      | 0                | 3                | 3     | 1           | 1             | 2             |               |               |  |                         |             |             |             |             |                  |       |           |           |
|   | 0 Bayer Leverkusen       |                  |                  |                  |       | 1           | 1             | 2             |               |               |  |                         |             |             |             |             |                  |       |           |           |
|   | 0 Barcelona              | 3                | 7                | 10               |       |             |               |               |               |               |  |                         |             |             |             |             |                  |       |           |           |

### Åttondelsfinaler
| Åttondelsfinaler – 16 deltagande klubblag | Åttondelsfinaler – 16 deltagande klubblag | Åttondelsfinaler – 16 deltagande klubblag | Åttondelsfinaler – 16 deltagande klubblag | Åttondelsfinaler – 16 deltagande klubblag |
| ----------------------------------------- | ----------------------------------------- | ----------------------------------------- | ----------------------------------------- | ----------------------------------------- |
| Lag 1                                     | Totalt                                    | Lag 2                                     | Möte 1                                    | Möte 2                                    |
| Lyon                                      | 1–1 (3–4 str.)                            | APOEL                                     | 1–0                                       | 0–1 (e.f.)                                |
| Napoli                                    | 4–5                                       | Chelsea                                   | 3–1                                       | 1–4 (e.f.)                                |
| AC Milan                                  | 4–3                                       | Arsenal                                   | 4–0                                       | 0–3                                       |
| Basel                                     | 1–7                                       | Bayern München                            | 1–0                                       | 0–7                                       |
| Bayer Leverkusen                          | 02–10                                     | Barcelona                                 | 1–3                                       | 1–7                                       |
| CSKA Moskva                               | 2–5                                       | Real Madrid                               | 1–1                                       | 1–4                                       |
| Zenit Sankt Petersburg                    | 3–4                                       | Benfica                                   | 3–2                                       | 0–2                                       |
| Marseille                                 | 00002–2 (BM)                              | Inter                                     | 1–0                                       | 1–2                                       |

### Kvartsfinaler
| Kvartsfinaler – 8 deltagande klubblag | Kvartsfinaler – 8 deltagande klubblag | Kvartsfinaler – 8 deltagande klubblag | Kvartsfinaler – 8 deltagande klubblag | Kvartsfinaler – 8 deltagande klubblag |
| ------------------------------------- | ------------------------------------- | ------------------------------------- | ------------------------------------- | ------------------------------------- |
| Lag 1                                 | Totalt                                | Lag 2                                 | Möte 1                                | Möte 2                                |
| APOEL                                 | 2–8                                   | Real Madrid                           | 0–3                                   | 2–5                                   |
| Marseille                             | 0–4                                   | Bayern München                        | 0–2                                   | 0–2                                   |
| Benfica                               | 1–3                                   | Chelsea                               | 0–1                                   | 1–2                                   |
| AC Milan                              | 1–3                                   | Barcelona                             | 0–0                                   | 1–3                                   |

### Semifinaler
| Semifinaler – 4 deltagande klubblag | Semifinaler – 4 deltagande klubblag | Semifinaler – 4 deltagande klubblag | Semifinaler – 4 deltagande klubblag | Semifinaler – 4 deltagande klubblag |
| ----------------------------------- | ----------------------------------- | ----------------------------------- | ----------------------------------- | ----------------------------------- |
| Lag 1                               | Totalt                              | Lag 2                               | Möte 1                              | Möte 2                              |
| Bayern München                      | 3–3 (3–1 str.)                      | Real Madrid                         | 2–1                                 | 1–2 (e.f.)                          |
| Chelsea                             | 3–2                                 | Barcelona                           | 1–0                                 | 2–2                                 |

### Final
|            | 19 maj 2012 | Bayern München                       | 00001 – 1 (e.fl.)          | Chelsea                             | Allianz Arena, München                          |                                                 |
| 20:45 CEST | 20:45 CEST  | Müller 83′                           | (0 – 0)                    | Drogba 88′                          | Publik: 62 500 Domare: Pedro Proença (Portugal) | Publik: 62 500 Domare: Pedro Proença (Portugal) |
| 20:45 CEST | 20:45 CEST  |                                      |                            |                                     | Publik: 62 500 Domare: Pedro Proença (Portugal) | Publik: 62 500 Domare: Pedro Proença (Portugal) |
| 20:45 CEST | 20:45 CEST  | Lahm Gómez Neuer Olić Schweinsteiger | Straffsparksläggning 3 – 4 | Mata David Luiz Lampard Cole Drogba | Publik: 62 500 Domare: Pedro Proença (Portugal) | Publik: 62 500 Domare: Pedro Proença (Portugal) |

| Vinnare av UEFA Champions League 2011/2012 |
| ------------------------------------------ |
| Chelsea FC Första titeln                   |

## Statistik
Skytteligan och assistligan (exkluderar kvalrundan och playoffrundan):
| Rank | Namn               | Lag                  | Mål | Speltid (min) |
| ---- | ------------------ | -------------------- | --- | ------------- |
| 1    | Lionel Messi       | Barcelona            | 14  | 990'          |
| 2    | Mario Gómez        | Bayern München       | 12  | 1003'         |
| 3    | Cristiano Ronaldo  | Real Madrid          | 10  | 930'          |
| 4    | Karim Benzema      | Real Madrid          | 7   | 760'          |
| 5    | Didier Drogba      | Chelsea              | 6   | 670'          |
| 6    | José Callejón      | Real Madrid          | 5   | 307'          |
| 6    | Roberto Soldado    | Valencia             | 5   | 515'          |
| 6    | Bafétimbi Gomis    | Lyon                 | 5   | 530'          |
| 6    | Alexander Frei     | Basel                | 5   | 611'          |
| 6    | Seydou Doumbia     | CSKA Moskva          | 5   | 611'          |
| 6    | Roman Shirokov     | Zenit St. Petersburg | 5   | 658'          |
| 6    | Edinson Cavani     | Napoli               | 5   | 701'          |
| 6    | Zlatan Ibrahimović | Milan                | 5   | 720'          |
| 14   | Robin van Persie   | Arsenal              | 4   | 493'          |
| 14   | Pedro Rodríguez    | Barcelona            | 4   | 497'          |
| 14   | Hulk               | Porto                | 4   | 528'          |
| 14   | Gustavo Manduca    | APOEL                | 4   | 607'          |
| 14   | Óscar Cardozo      | Benfica              | 4   | 612'          |
| 14   | Arjen Robben       | Bayern München       | 4   | 669'          |
| 14   | André Ayew         | Marseille            | 4   | 809'          |

| Rank | Namn                       | Lag            | Assist | Speltid (min) |
| ---- | -------------------------- | -------------- | ------ | ------------- |
| 1    | Kaká                       | Real Madrid    | 5      | 441'          |
| 1    | Karim Benzema              | Real Madrid    | 5      | 761'          |
| 1    | Nicolás Gaitán             | Benfica        | 5      | 810'          |
| 1    | Lionel Messi               | Barcelona      | 5      | 990'          |
| 1    | Franck Ribéry              | Bayern München | 5      | 1030'         |
| 6    | Isaac Cuenca               | Barcelona      | 4      | 347'          |
| 6    | Marcelo                    | Real Madrid    | 4      | 539'          |
| 6    | Fernando Torres            | Chelsea        | 4      | 635'          |
| 6    | Zlatan Ibrahimović         | Milan          | 4      | 720'          |
| 10   | Vágner Love                | CSKA Moskva    | 3      | 540'          |
| 10   | Aly Cissokho               | Lyon           | 3      | 660'          |
| 10   | Cesc Fàbregas              | Barcelona      | 3      | 661'          |
| 10   | Ezequiel Lavezzi           | Napoli         | 3      | 700'          |
| 10   | Constantinos Charalambidis | APOEL          | 3      | 769'          |
| 10   | Mesut Özil                 | Real Madrid    | 3      | 806'          |
| 10   | Frank Lampard              | Chelsea        | 3      | 843'          |
| 10   | Daniel Alves               | Barcelona      | 3      | 855'          |
| 10   | Cristiano Ronaldo          | Real Madrid    | 3      | 930'          |
| 10   | Juan Mata                  | Chelsea        | 3      | 948'          |
| 10   | Toni Kroos                 | Bayern München | 3      | 1073'         |